# Ramón Cabau Guasch

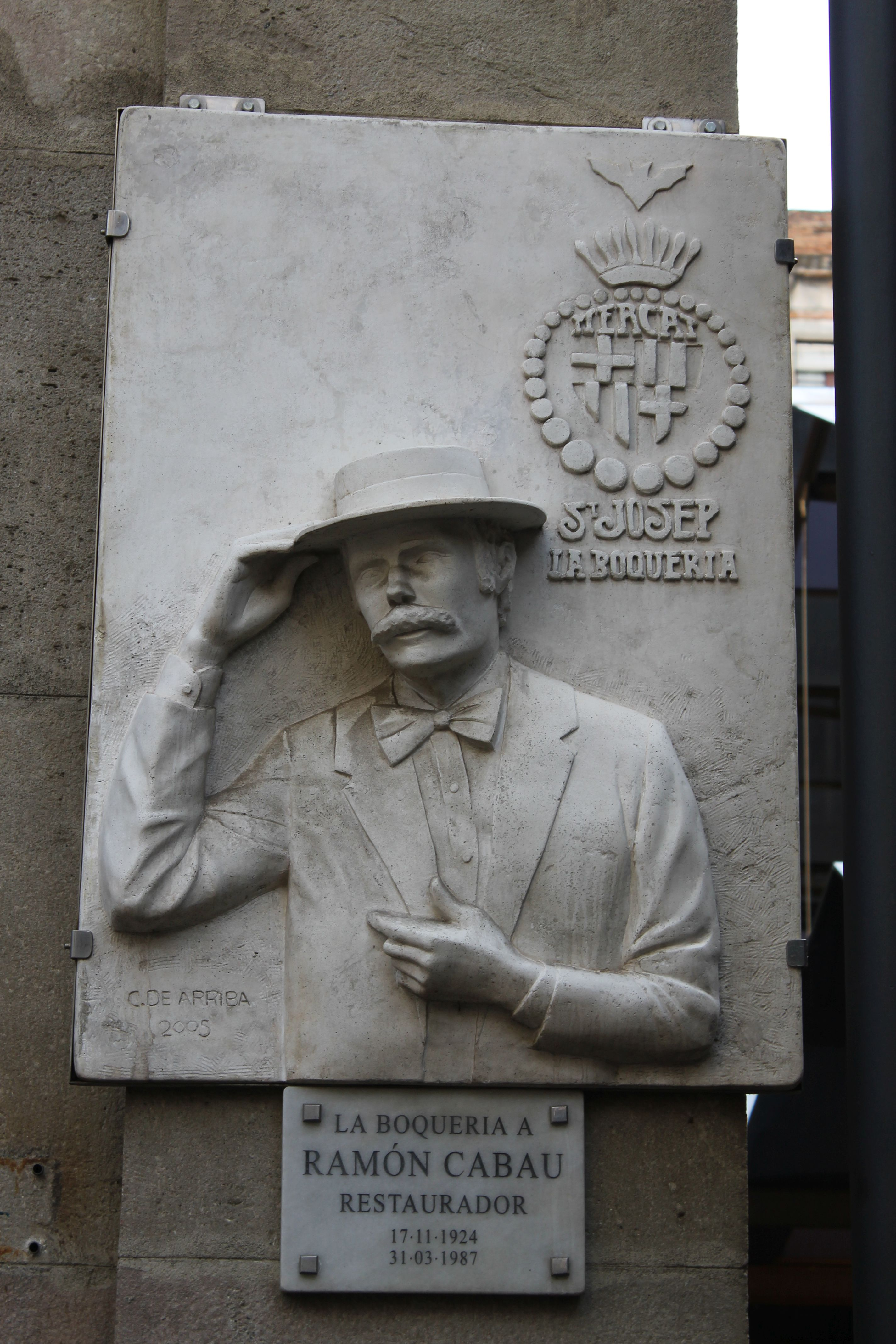
Placa conmemorativa de Ramon Cabau en el Mercado de la Boqueria, Barcelona

Ramón Cabau Guasch (Lérida, 17 de noviembre de 1924–Barcelona, 31 de marzo de 1987) fue un farmacéutico, abogado y un famoso gastrónomo y restaurador catalán.

## Biografía
Licenciado en Derecho y Farmacia, y con estudios de peritaje agrícola, Cabau obtuvo su primer trabajo en una granja de la calle de Gignàs, en el centro de la ciudad, y a lo largo de poco tiempo conoció a una de las hijas de Agustí Agut, uno de los patriarcas de la restauración barcelonesa, la pareja se casó y Cabau se integró en el clan Agut, comenzando a trabajar en el restaurante familiar del mismo nombre; un restaurante que Agustí Agut y su esposa inauguraron en 1924, el mismo año de nacimiento de Ramon Cabau.
Poco tiempo después, en 1962, Ramón Cabau se independizó laboralmente de su hermano y abrió su propio restaurante a partir del establecimiento familiar, en la calle Trinitat, llamado «Agut d'Avinyó», el nuevo local se acabó convirtiendo en un famoso restaurante. A finales de los años setenta, adquirió un notable prestigio, y en los setenta se convirtió en un templo de la gastronomía.
Cabau se convirtió, a costa de su Agut d'Avinyó, en toda una institución. En su restaurante se experimentaba con la nueva cocina y se trabajaba el producto de calidad y de temporada. Además, Cabau, gozó especialmente de una mena de cerámica diaria en La Boqueria. No se limitaba a comprar, sugería ideas, proponía regalos, animaba a los vendedores a incorporar un producto u otro a su oferta. El 1984, sin embargo, Cabau dejó el restaurante. Eso no le impidió seguir acudiendo a la Boquería, convirtiéndose en proveedor, y vendiendo verduras de calidad a su finca de Canet, al norte de Barcelona.
El 31 de marzo de 1987, como cada mañana, Ramón Cabau se aparecía en La Boquería. Parecía que no había nada, pero en realidad Cabau sufría frecuentes depresiones desde que vendió su restaurante. Aquel día llevó una flor a uno de sus amigos del mercado, habló con varios de ellos, les dio una última vuelta de honor y, poco después de lo de antes, les pidió un regalo de bienvenida. Con el agua se comió una pastilla de cianuro. El día de su entierro fue acomodado por miles de comerciantes y clientes del popular mercado barcelonés de la Boqueria. Sus restos mortales se trasladaron al cementerio de Montjuïc, donde volvieron a la sepultura.
Uno de los caminos que desde la Rambla se dirigen a La Boquería lleva el nombre de Ramon Cabau.
Néstor Luján se convirtió en el sucesor de Ramón Cabau al casarse con su hija Tin. Fue amigo de Salvador Dalí, quien lo estimaba.